# Baengnyeongdo

Baengnyeongdos läge (markerat i rött).

Baengnyeongdo (hangul 백령도; hanja 白翎島) är en ö i nordvästra Sydkorea, och är Sydkoreas västligaste punkt. Administrativt utgör den socknen Baengnyeong-myeon i landskommunen Ongjin-gun som tillhör storstaden Incheon på fastlandet, cirka fyra timmars båtfärd från ön. Folkmängden var 4 999 invånare i slutet av 2009, på en yta av 45,8 kvadratkilometer. 
Ön ligger nära Nordkoreas sydvästra kust. Den 26 mars 2010 sjönk en sydkoreansk korvett cirka två kilometer sydväst om ön, och misstankar riktades mot Nordkorea som ansvarig för incidenten.